# Kompleks enzym-substrat
Kompleks enzym-substrat – nietrwały, kompleksowy związek chemiczny, powstający w wyniku wiązania substratów przez cząsteczkę enzymu w jej centrum aktywnym. Po zakończeniu reakcji enzym uwalnia jej produkty i może wiązać następne cząsteczki substratów.